# Jacques-Joseph Brac de La Perrière
Pour les articles homonymes, voir Famille Brac de La Perrière, Brac et La Perrière.

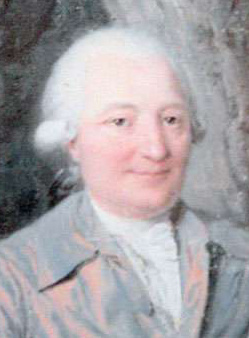
Jacques Joseph Brac

Jacques-Joseph Brac de La Perrière, seigneur de la Pillonnière et de Châteauvieux, né à Lyon en 21 mars 1726 et guillotiné à Paris le 19 floréal an II (8 mai 1794), est un fermier général français.
Brac fut nommé en 1771 fermier général et prit part en 1789 aux assemblées de la noblesse du Beaujolais. Domicilié à Nantes, il fut condamné à mort par le tribunal révolutionnaire de Paris, comme complice d’un complot contre le peuple français, en exerçant des concussions sur lui, en ajoutant au tabac de l’eau et des ingrédients contraires à la santé de ceux qui en faisaient usage, et exécuté le jour même.
Brac, qui avait épousé, en 1766, Élisabeth Charlotte Passerat de La Chapelle (1745-1801), laissa trois fils dont André François Anne Brac de La Perrière (1771-1846) qui épousera en 1806 Marie Césarine Michel (1787-1869) et sera à l'origine de la descendance Brac de La Perrière.